# Букир Марія Петрівна
Марія Петрівна Букир (нар. 1942, тепер Харківська область — ?) — українська радянська діячка, новатор сільськогосподарського виробництва, трактористка радгоспу «Мартівський» Чугуївського району Харківської області. Депутат Верховної Ради УРСР 8-го скликання.

## Біографія
Народилася у селянській родині. Закінчила семирічну школу.
Трудову діяльність розпочинала дояркою радгоспу. Потім працювала ланковою комсомольсько-молодіжної ланки городників радгоспу «Мартівський» села Мартове Чугуївського району Харківської області. Збирала високі врожаї городини.
Закінчила вечірню школу та курси механізаторів.
З 1960-х років — трактористка радгоспу «Мартівський» села Мартове Чугуївського району Харківської області.
Член КПРС.

## Нагороди
- ордени
- медалі